# Cleoxestus luteipictus
Genre
Espèce
Cleoxestus luteipictus, unique représentant du genre Cleoxestus, est une espèce d'opilions laniatores de la famille des Assamiidae.

## Distribution
Cette espèce est endémique de la province de Tete au Mozambique. Elle se rencontre vers Tete.

## Description
La femelle holotype mesure 5 mm.

## Publication originale
- Roewer, 1954 : « Einige neue Opilioniden Laniatoren und Solifugae. » Abhandlungen der Naturwissenschaftlichen Verein zu Bremen, vol. 33, no 3, p. 377–384.